# Courtagnon
Courtagnon är en kommun i departementet Marne i regionen Grand Est (tidigare regionen Champagne-Ardenne) i nordöstra Frankrike. Kommunen ligger i kantonen Châtillon-sur-Marne som tillhör arrondissementet Reims. År 2022 hade Courtagnon 74 invånare.

## Befolkningsutveckling
Antalet invånare i kommunen Courtagnon
| Referens: INSEE |